# Borecznik sosnowiec
Borecznik sosnowiec (Diprion pini) – gatunek owada z rzędu błonkoskrzydłych. Jeden z ważniejszych szkodników sosny pospolitej.
Rójka
Owad ma dwie rójki w ciągu roku. Pierwsza przypada na okres kwietnia i maja. Druga odbywa się od połowy lipca do połowy sierpnia. Okresy te mogą się nieco przesuwać w zależności od warunków atmosferycznych (przede wszystkim temperatury). Rójka przebiega za dnia. Ociężałe samice latają niezgrabnie przy nasłonecznionej pogodzie. Imago nie pobierają pokarmu, w związku z czym rójka trwa 8 (samice) – 10 dni (samce).
Wygląd
Jaja są żółtawobiaławe o średnicy ok. 1,7 mm. Dorosła larwa długości 20–26 mm. Larwy mają zmienne ubarwienie, często żółtawozielone z brunatną głową i czarnymi plamkami, nad każdą nogą odwłokową ciemna plamka w kształcie leżącego średnika; nogi tułowiowe są czarne, na każdym segmencie widoczne są trzy poprzeczne rzędy małych, czarnych kolców. Głowa larwy ma kolor rdzawobrunatny. Zaniepokojone larwy wyginają się esowato i wykonują szybkie, rytmiczne ruchy ciałem. Samiec długości 7–9,5 mm, czarny z brunatnym zakończeniem odwłoka, przednie skrzydła z brunatnym znamieniem, na wierzchołku przyciemnione. Samica długości 7–10,5 mm, jasnożółta z brunatną głową, grzbietowa strona tułowia odwłoka z czarnymi plamkami, znamię na skrzydłach żółtawe.
Występowanie
Występuje prawie w całej Europie, Północnej Afryce na Kaukazie i Syberii. Ogniska gradacyjne powstają w litych drzewostanach sosnowych różnego wieku, rosnące, na ubogich siedliskach. Szczególną rolę odgrywa w drągowinach.
Pokarm

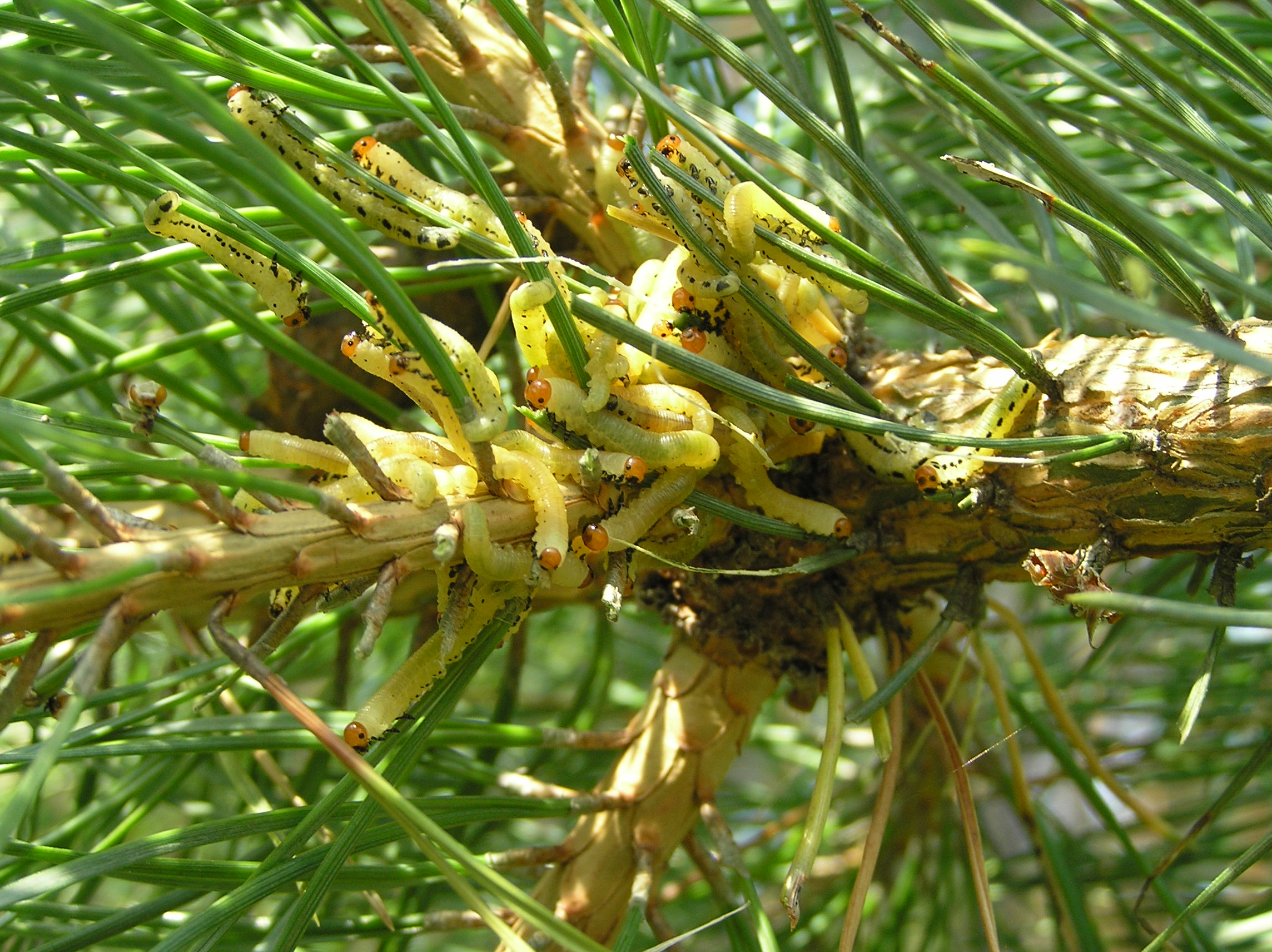
Gromadnie żerujące larwy

Żeruje na sośnie pospolitej (Pinus sylvestris), rzadziej na innych gatunkach sosny. Pokarm larw stanowią igły.
Znaczenie
Znacznie obniża przyrost drzewa. Nie uszkadza pączków - a więc daje możliwość regeneracji. W latach suchych może doprowadzić do silnego wydzielania się posuszu i doprowadzić do masowego pojawu szkodników wtórnych.